# Lúcio Ânio Basso
Lúcio Ânio Basso (em latim: Lucius Annius Bassus) foi um senador romano nomeado cônsul sufecto para o nundínio de novembro a dezembro de 70 com Caio Lecânio Basso Cecina Peto.

## Carreira
Em 52, Basso foi governador de Chipre. Em 68, participou da supressão da revolta judaica. Em 69, participou da guerra civil ao lado de Vespasiano como legado militar da XI Claudia e provavelmente foi recompensado com consulado no ano seguinte.
Uma biografia sua foi publicada por Cláudio Polião na época de Plínio, o Jovem (c. 62-114).